# Falki (województwo podlaskie)
Falki – wieś w Polsce położona w województwie podlaskim, w powiecie bielskim, w gminie Wyszki.
W latach 1921–1934 wieś należała do gminy Topczewo.
W latach 1975–1998 miejscowość administracyjnie należała do województwa białostockiego.
Według Powszechnego Spisu Ludności z 1921 roku wieś zamieszkiwały 253 osoby, wśród których 242 było wyznania rzymskokatolickiego, a 11 mojżeszowego. Jednocześnie 242 mieszkańców zadeklarowało polską przynależność narodową, a 11 żydowską. Było tu 43 budynki mieszkalne.
Wierni kościoła rzymskokatolickiego należą do parafii św. Stanisława w Topczewie.